# جزيرة شارونة
قرية جزيرة شارونة هي إحدى القرى التابعة لمركز مغاغة بمحافظة المنيا في جمهورية مصر العربية. حسب إحصاءات سنة 2006، بلغ إجمالي السكان في جزيرة شارونة 19625 نسمة، منهم 10027 رجلا و9598 امرأة.